# Goblinoid Games
 (mars 2014).
Goblinoid Games est un éditeur américain de jeux de rôle, particulièrement spécialisé dans la réédition et le clonage de jeux de rôles des années 1970 et 1980.

## Jeux édités

### Clones deDonjons et Dragons
- Labyrinth Lord[1] (2007) : clone des Basic Set et Expert Set de Tom Moldvay
- Mutant Future[2] (2008) : variante post-apocalyptique (façon Gamma World).

### Système Pacesetter
Goblinoid Games détient les licences sur les jeux de rôle Time Master et Sandman de l'éditeur Pacesetter, dont il commercialise des rééditions. 
- Time Master[3] (1984, 2011), sur le thème des voyages dans le temps
- Sandman[4] (1985, 2011), une quête surréaliste

L'éditeur développe également une série de nouveaux jeux exploitant ce même système :
- Rotworld[6] (2012), sur le thème des zombies
- Cryptworld[7] (2013) sur le thème de l'épouvante, ce qui en fait une sorte de clone de Chill. 2 suppléments furent publiés :
  - Monsters Macabre : règles complémentaires, bestiaire et aventure
  - Burial Plots : 5 aventures
- Majus[8] (2013), sur le thème de la magie moderne
- Clone Farm (2018), une campagne courte sur le même système que Sandman

Goblinoid Games ne possède en revanche pas la licence des deux autres jeux Pacesetter : Chill et Star Ace.

### Autres jeux de rôle
- GORE[9] (2007) : quasi-clone du système Basic Role-Playing
- Wizards' World[10] (1983, 2012) : réédition
- Starships & Spacemen[11] (1979, 2010, 2013) : réédition, puis nouvelle édition compatible avec Labyrinth Lord
- Apes Victorious (2016) : contexte inspiré de La Planète des singes, règles proches de Starships & Spacemen v2

### Jeux de société
- Star Explorer[12] (1982, 2011) : réédition